# Cantó de Le Cateau-Cambrésis
El cantó de Le Cateau-Cambrésis és una divisió administrativa francesa, situada al departament del Nord i la regió dels Alts de França.

## Composició
El cantó de Le Cateau-Cambrésis aplega les comunes següents :
- Bazuel
- Beaumont-en-Cambrésis
- Le Cateau-Cambrésis
- Catillon-sur-Sambre
- La Groise
- Honnechy
- Inchy
- Maurois
- Mazinghien
- Montay
- Neuvilly
- Ors
- Pommereuil
- Rejet-de-Beaulieu
- Reumont
- Saint-Benin
- Saint-Souplet
- Troisvilles

## Història
| Date d'elecció                        | Identitat      | Partit |
| ------------------------------------- | -------------- | ------ |
| 2004-                                 | Laurent Coulon | PS     |
| Les dades anteriors no són conegudes. |                |        |
|                                       |                |        |

## Demografia
| 1962 | 1968   | 1975   | 1982   | 1990   | 1999   | 2006   |
| ---- | ------ | ------ | ------ | ------ | ------ | ------ |
| -    | 22.042 | 20.983 | 19.310 | 18.132 | 17.473 | 17.274 |